# Santuario Nacional de Calipuy
Das Santuario Nacional de Calipuy (SNC) ist ein nationales Schutzgebiet in Nordwest-Peru in der Region La Libertad. Es wurde am 8. Januar 1981 eingerichtet. Verwaltet wird es von der staatlichen Naturschutz-Agentur Servicio Nacional de Areas Naturales Protegidas por el Estado (SERNANP). Das Areal besitzt eine Fläche von 45 km². Es entspricht der IUCN-Kategorie III, vergleichbar einem Naturdenkmal in Deutschland. Das Santuario Nacional de Calipuy dient der Erhaltung einer Landschaft mit Puya raimondii-Bestand (auch Riesenbromelie genannt).

## Lage
Das Schutzgebiet befindet sich in der peruanischen Westkordillere im Südwesten des Distrikts Santiago de Chuco der Provinz Santiago de Chuco, 8 km westlich der Ortschaft Calipuy. Das Gebiet wird vom Río Huamanzaña, linker Quellfluss des Río Chao, nach Südwesten entwässert. Das Schutzgebiet liegt in Höhen zwischen 3450 m und 4300 m. Etwa 20 km weiter südlich befindet sich die Reserva Nacional de Calipuy.

## Ökosystem
In dem Schutzgebiet leben u. a. folgende Säugetiere: Guanako (Lama guanicoe), Puma (Puma concolor), Sechurafuchs (Pseudalopex sechurae), Andenschakal (Pseudalopex culpaeus), Langschwanzwiesel (Mustela frenata), Weißwedelhirsch (Odocoileus virginianus), Brillenbär (Tremarctos ornatus) und Peruanische Hasenmaus (Lagidium peruanum).
Die Vogelwelt ist mit folgenden Arten in dem Gebiet vertreten: Andenkondor (Vultur gryphus), Truthahngeier (Cathartes aura), Rabengeier (Coragyps atratus), Kolumbiasittich (Aratinga wagleri), Pisaccasteißhuhn (Nothoprocta ornata), Kordillerentäubchen (Metriopelia melanoptera), Andenschwalbe (Haplochelidon andecola) und Morgenammer (Zonotrichia capensis). Außerdem kommen in dem Gebiet Amerikanische Lanzenottern (Bothrops) und Korallenottern (Micrurus) vor.